# ناحیه دروچیا
ناحیه دروچیا (به لاتین: Drochia District) یک منطقهٔ مسکونی در مولداوی است که در مولداوی واقع شده‌است. ناحیه دروچیا ۱٬۰۰۰ کیلومتر مربع مساحت و ۷۴٬۴۴۳ نفر جمعیت دارد.